# Norbert
Norbert és un nom germànic, que prové de nord i de berht ("brillant"). Pot referir-se a:
Varis:
- Norbert / Norberta, drac crestat norueg citat als llibres de Harry Potter.

Com a nom de persona:
- Norbert de Xanten, religiós, bisbe de Magdeburg i fundador de l'Orde dels norbertins o premonstratencs
- Norbert Bilbeny i García (Barcelona, 1953), catedràtic d'ètica a la Universitat de Barcelona
- Norbert Callens, ciclista belga que fou professional entre 1945 i 1952
- Norbert Ernst, tenor austríac
- Norbert Font i Sagué (Barcelona, 1874 - 1910), geòleg, espeleòleg, naturalista i escriptor, introductor de l'espeleologia a Catalunya
- Norbert Kröcher, membre del Moviment 2 de juny, vinculat a la segona generació de la Fracció de l'Exèrcit Roig
- Norbert Narach, artista, músic, grafista, poeta, actor i locutor de ràdio nord-català
- Norbert Rózsa, nedador hongarès, guanyador de tres medalles olímpiques
- Norbert Schemansky, aixecador nord-americà, guanyador de quatre medalles olímpiques
- Norbert Schultze, compositor alemany conegut per la composició de la música de la cançó Lili Marleen
- Norbert Wiener, científic nord-americà, pare de la cibernètica